# Autostrada A38 (Holandia)
Autostrada A38 (nl. Rijksweg 38) – autostrada w Holandii. Została zbudowana w 1980 roku i łączy miejscowość Ridderkerk z węzłem autostradowym Knooppunt Ridderkerk na skrzyżowaniu z autostradami A15 oraz A16. Z całkowią długością 1548 m jest najkrótszą holenderską autostradą. Oficjalnie autostrada nie ma numeru, a jedyne wystąpienie numeru A38 jest na słupku pikietażowym. Na skrzyżowaniu w Ridderkerk znaki prowadzące do autostrady pokazują numery A15 i A16, zaś tablice drogowskazowe węzła Knooppunt Ridderkerk pokazują zjazd do miasta bez żadnego numeru drogi, Na całym odcinku A38 obowiązuje ograniczenie prędkości do 130 km/h, wcześniej wynoszące 100 km/h.